# Henri Nicolaas ter Veen

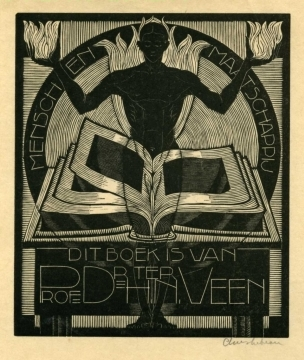
Ex libris van Ter Veen
(ontwerp Chris Lebeau)

Henri Nicolaas ter Veen (Amsterdam, 19 februari 1883 – Amsterdam, 7 november 1949) was een Nederlandse geograaf en hoogleraar.

## Levensloop
Ter Veen groeide op in de Amsterdamse Jordaan en studeerde daarna voor onderwijzer aan de Rijkskweekschool voor Onderwijzers in Haarlem. In 1901 werd hij onderwijzer bij het Openbaar Lager Onderwijs in Amsterdam. Naast zijn baan als onderwijzer studeerde hij MO Aardrijkskunde. In 1910 werd hij leraar aardrijkskunde bij het Middelbaar Onderwijs te Amsterdam. Hij zette zijn studie voort aan de Universiteit van Amsterdam en promoveerde cum laude bij Sebald Rudolf Steinmetz op het proefschrift ‘De Haarlemmermeer als kolonisatiegebied’.
Twee jaar na zijn promotie volgde de benoeming tot lector in de landbeschrijving en de sociale en economische aardrijkskunde aan de Universiteit van Amsterdam. In 1923 volgde hij Steinmetz op als hoogleraar. Steinmetz had liever gezien dat J.P.Kruijt hem zou opvolgen. Deze stond ook als nummer 1 op de voordracht. Maar de Amsterdamse gemeenteraad was tegen de benoeming van de socialist Kruijt en zo werd Ter Veen (niet op de voordracht) benoemd. In 1936 nam Ter Veen het initiatief tot oprichting van de Stichting voor het Bevolkingsonderzoek in de drooggelegde Zuiderzeepolders en in 1940 richtte hij het ISONEVO op, het Instituut voor het Sociaal Onderzoek van het Nederlandsche Volk. Bij beide instellingen werd door middel van veldwerk praktisch sociaal-wetenschappelijk onderzoek verricht. Dit heeft bijgedragen tot versterking van de beroepspositie van de sociografen / sociaal geografen in Nederland.
Hij was vanaf 1925 tot aan zijn overlijden redactiesecretaris van het tijdschrift Mens en Maatschappij.
In 1948 ging hij, gedwongen door ziekte, met emeritaat. Ter Veen overleed in 1949. Hij werd opgevolgd door Hans Dirk de Vries Reilingh.

## Het toegepast sociaal-wetenschappelijk onderzoek
In tegenstelling tot zijn leermeester Steinmetz hechtte Ter Veen veel waarde aan toegepast onderzoek om op die manier een bijdrage te leveren aan het oplossen van maatschappelijke problemen. Aan het slot van zijn openbare les ‘Van Anthropogeografie tot Sociografie’ stelt hij expliciet dat de sociografie ook een praktische betekenis heeft: ‘Al wordt de wetenschap in haar doeleinden niet gericht door practische overwegingen, niettemin verheugt zij zich, wanneer haar uitkomsten ten nutte van de samenleving kunnen worden aangewend’.
In zijn proefschrift wilde Ter Veen niet alleen het kolonisatieproces in de Haarlemmermeer beschrijven maar ook wilde hij de oorzaken opsporen van de grote problemen waarmee de bevolking in dit gebied worstelde. Na de drooglegging in 1852 was de grond verkocht aan buiten het gebied wonende particulieren en had de overheid zich min of meer teruggetrokken. De inrichting was overgelaten aan het vrije spel van de maatschappelijke krachten. Uiteindelijk waren weliswaar de sterktste pioniers overgebleven, maar veel sociale ellende had volgens Ter Veen voorkomen kunnen worden wanneer de overheid minder onverschillig was geweest. Daardoor waren allerlei zaken niet goed geregeld. Er was niet goed nagedacht over het ruimtelijk patroon van de nederzettingen en er was sprake van een slechte waterbeheersing. Dit laatste zorgde voor ernstige drinkwaterproblemen. Onder de kolonisten heerste grote armoede, drankmisbruik en criminaliteit. Het min of meer autonome proces van de natuurlijke selectie onder de eerste pioniers moest volgens Ter Veen worden omgebogen naar een bewust overheidsbeleid van selectie van toekomstige bewoners vooraf. Bij toekomstige kolonisaties diende de overheid meer planmatig te handelen op basis van de resultaten van sociaal-wetenschappelijk onderzoek.
In de in 1930 drooggevallen Wieringermeerpolder konden zijn inzichten worden toegepast. Studenten sociale geografie werden ingezet bij het op locatie verzamelen van gegevens die later door de overheid konden worden gebruikt bij het sturen van het kolonisatieproces. Zo kon de overheid bepalen hoeveel landarbeiders er ingezet moesten worden, aan welke criteria de nieuwe polderbewoners moesten voldoen, waar de bedrijven gevestigd moesten worden en hoe de nederzettingen vorm moesten krijgen.
Ook voor de inrichting van de Noordoostpolder waren de ideeën van Ter Veen belangrijk. De richtlijnen voor de kolonisatie werden geformuleerd door de Commissie Vissering, waarvan Ter Veen secretaris was. De ervaringen van Ter Veen in de Haarlemmermeerpolder waren richtinggevend. De overheid diende de regie van het kolonisatieproces te nemen. De boeren moesten geselecteerd worden op vakbekwaamheid en ervaring en ze moesten daarnaast voldoende kapitaalkrachtig zijn om de eerste jaren door te komen. Overigens waren niet alleen bedrijfseconomische criteria van belang bij de selectie van de eerste kolonisten. Met name de religieuze achtergrond speelde een rol bij het bepalen van de gewenste omvang van de nieuwe nederzettingen. De dorpen moesten voldoende groot zijn om een draagvlak te bieden voor de kerken van de drie grote kerkgenootschappen.

## Geopolitiek
In 1931 publiceerde Ter Veen een opvallend kritische beschouwing over de in Duitsland populair geworden opvattingen van Karl Haushofer over Geopolitiek. Hij wees op de gebrekkige empirische onderbouwing van veel geopolitieke denkbeelden:
‘Niemand zal ontkennen dat de physiografische toestanden een machtigen invloed uitoefenen op heel het groepsbestaan en dus ook op dat van de staat. Doch deze overtuiging krijgt eerst een wetenschappelijke waarde, wanneer is onderzocht op welke wijze die geografische factoren tot sociale verschijnselen worden vervormd en vooral, wanneer is nagegaan haar beteekenis en verhouding tegenover de menselijke invloeden. Zonder deze kennis is elke toepassing der geopolitieke wetten een gevaar voor de maatschappij’ (p. 364).
De gevonden geopolitieke wetten zijn volgens Ter Veen:
‘Wetenschappelijk waardeloos, dragen het brandmerk van de sociale eerzucht der geopolitiek, want het zijn niet anders dan geformuleerde machtsbegeerten, bruikbare strijdformules’ (p. 367)
Ter Veen betreurt het dat de geopolitiek bij bepaalde volken populair is. Toepassing van geopolitieke principes leidt tot onheil en daarom is het noodzakelijk om te waarschuwen voor de ‘wetenschappelijke waardeloosheid en de aandacht te vestigen op haar sociale gevaarlijkheid’ (p. 369). Met deze opvatting was Ter Veen aanzienlijk kritischer dan de op dat moment gezichtsbepalende hoogleraren sociale geografie in Nederland (Sebald Rudolf Steinmetz en Louis van Vuuren).
Ook vlak voor het uitbreken van de Tweede Wereldoorlog publiceerde Ter Veen in de Groene Amsterdammer zijn bedenkingen tegen de in Duitsland gangbare opvattingen over geopolitiek. Voor hem waren de geopolitieke ideeën slechts een dekmantel voor agressieve ruimtelijke expansiedrift. In het na de oorlog verschenen boekje ‘Grenzen’ werd zijn kritiek op de geopolitiek nog eens uitgebreid verwoord.

## Landbeschrijving
Ter Veens geografische blik was niet beperkt tot Nederland. Dat bleek al uit zijn oratie ‘De sociale beteekenis der industrialisatie van Japan’. Hij maakte in de jaren dertig een groot aantal studiereizen onder andere naar de Sovjet-Unie, Finland, Polen en Italië en publiceerde daarover in vaktijdschriften en weekbladen. Toen de uitgever Boom na de Tweede Wereldoorlog startte met de Terra-reeks, een serie monografieën over landen, werd Ter Veen gevraagd op te treden als redacteur. Hij schreef zelf voor deze serie ‘Japan, bakermat van het Aziatisch imperialisme’

## Publicaties: een selectie
- Van Anthropogeografie tot Sociografie, Openbare les, Noordhoff, Groningen, 1927
- De geopolitiek als sociale wetenschap, De Gids, 95, 1931, pp. 348-369
- De sociale beteekenis der industrialisatie van Japan, oratie Amsterdam, Groningen, 1933
- Geopolitiek, een Duitsche wetenschap, De Groene Amsterdammer, 4 maart 1939
- De kolonisatiepolitiek in den Noordoostpolder, Mens en Maatschappij, 1940, pp. 354-378
- De maatschappelijke achtergrond van sociale zorg en sociale planmatigheid, Mens en Maatschappij, 1940, pp. 94-116
- Grenzen, Servire, Den Haag, 1947
- Japan, bakermat van het Aziatisch imperialisme, Terra-reeks, Boom, Meppel, 1948

- een bibliografie van het werk van Ter Veen is te vinden in: D.S. Gorter and W.H. Vermooten (red), Van Aardrijkskunde Tot Sociale Wetenschap. Keur Uit de Verspreide Geschriften van prof. Dr. H.N. ter Veen, Amsterdam, 1950